# بخش اراچای
بخش اراچای (به لاتین: Arcahaie Arrondissement) یک منطقهٔ مسکونی در هائیتی است که در شهرستان غربی واقع شده‌است. بخش اراچای ۶۱۱٫۰۹ کیلومتر مربع مساحت و ۱۹۸٬۵۵۱ نفر جمعیت دارد.